# 坂井兵吉
坂井 兵吉（さかい へいきち、1876年（明治9年）2月15日 - 1953年（昭和28年）8月24日）は、大日本帝国陸軍軍人。最終階級は陸軍少将。子に二・二六事件に参加した坂井直がいる。

## 経歴・人物
三重県三重郡桜村出身。1897年（明治30年）陸軍士官学校第9期卒業。
1921年（大正10年）7月に陸軍歩兵大佐・堺連隊区司令官を経て、1923年（大正12年）8月に歩兵第37連隊長に任官。その後、1926年（大正15年）3月2日に陸軍少将に昇進と同時に待命、同月22日に予備役に編入した。
1947年（昭和22年）11月28日、公職追放仮指定を受けた。

## 親族
- 子：坂井直（陸軍歩兵中尉、二・二六事件に関与）